# Махулла, Майк
Майк Махулла (нем. Maik Machulla; род. 9 января 1977, Грайфсвальд) — немецкий гандболист, игравший на позиции разыгрывающего; тренер. Выступал и тренировал немецкие клубы.

## Карьера

### Клубная
Майк Махулла воспитанник клубов «Айнхайт» Халле-Нойштадт и «Магдебург». Махулла начинал профессиональную карьеру в 1997 году в СК Магдебург. Майк Махулла в составе «Магдебурга» выиграл чемпионат Германии в 2001 году. В декабре 2001 года Майк Махулла перешёл в «Хамельн». В 2002 году Махулла перешёл в «Нордхорн». В составе «Нордхорн» Майк Махулла выиграл 2 кубка ЕГФ. Майк Махулла сыграл за «Нордхорн» во всех турнирах 256 матчей и забросил 689 голов. В 2010 году Махулла перешёл в «Ален-Хамм». В 2011 году Майк Махулла перешёл в «Хамм-Вестфален». В 2012 году Майк Махулла перешёл в немецкий клуб «Фленсбург-Хандевитт», с которым выиграл Лигу чемпионов ЕГФ. 

### В сборной
Майк Махулла сыграл за сборную Германии 12 матчей и забросил 20 мячей.

## Тренерская карьера
Майк Махулла стал тренером клуба «Нордхорн» в 2009 году. В 2011 году Махулла несколько месяцев был тренером клуба «Хамм-Вестфален». В 2012 году Майк Махулла был вторым тренером «Фленсбург-Хандевитт». В 2017 году Майк Махулла стал главным тренером «Фленсбург-Хандевитт», и был связан контрактом до 2026 года. Под его началом клуб выиграл чемпионат Германии в 2018 и 2019 годах, а затем дважды финишировал в бундеслиге вторым. Кроме того, в 2019 году был завоеван Суперкубок страны. 24 апреля 2023 года был уволен.

## Титулы
Как игрок
- Чемпион Германии: 2001
- Обладатель Суперкубка Германии: 2001, 2013
- Обладатель Кубка ЕГФ: 1999, 2001, 2008
- Обладатель Кубка Германии: 2001, 2015
- Победитель Лига чемпионов ЕГФ: 2002, 2014

Как тренер
- Чемпион Германии: 2018, 2019
- Обладатель Суперкубка Германии: 2019

## Статистика[1]
| Сезон   | Клуб     | Лига       | Матчи | Голы   | Голы   | Голы  |
| Сезон   | Клуб     | Лига       | Матчи | С игры | 7-метр | Всего |
| ------- | -------- | ---------- | ----- | ------ | ------ | ----- |
| 2002-03 | Нордхорн | Бундеслига | 34    | 111    | 8      | 103   |
| 2003-04 | Нордхорн | Бундеслига | 28    | 83     | 16     | 67    |
| 2004-05 | Нордхорн | Бундеслига | 33    | 85     | 23     | 62    |
| 2005-06 | Нордхорн | Бундеслига | 33    | 111    | 30     | 81    |
| 2006-07 | Нордхорн | Бундеслига | 22    | 52     | 0      | 52    |
| 2007-08 | Нордхорн | Бундеслига | 31    | 67     | 0      | 92    |
| 2008-09 | Нордхорн | Бундеслига | 19    | 27     | 0      | 27    |